# Katákolon
Katákolon är en ort i Grekland.   Den ligger i prefekturen Nomós Ileías och regionen Västra Grekland, i den södra delen av landet, 210 km väster om huvudstaden Aten. Katákolon ligger 2 meter över havet och antalet invånare är 594.
Terrängen runt Katákolon är platt. Havet är nära Katákolon åt sydväst.  Närmaste större samhälle är Pýrgos, 11,3 km öster om Katákolon.